# Sorrento 1
Sorrento 1 é um dos arranha-céus mais altos do mundo, com 256 metros (841 ft). Edificado na cidade de Hong Kong, China, foi concluído em 2003 com 75 andares.